# 黑點絲鰭鮃
黑點絲鰭鮃為輻鰭魚綱鰈形目鰈亞目鮃科的其中一種，為熱帶海水魚，分布於西大西洋巴哈馬至宏都拉斯海域，棲息深度可達229公尺，體長可達18公分，棲息在底層水域，以底棲生物為食，生活習性不明。

## 扩展阅读
維基物種上的相關：黑點絲鰭鮃